# Норденшельд (озеро)

Озеро Норденшельд в національному парку Торрес-дель-Пайне

 Норденшельд (ісп. Lago Nordenskjöld або Lago Nordenskiöld) — озеро в національному парку Торрес-дель-Пайне в регіоні Магалланес на півдні Чилі. Озеро названо на честь шведа Отто Норденшельда, який відкрив озеро на початку 20 ст. Витік озера Норденшельд складається з водоспаду, відомого як Сальто-Гранде. На цьому західному кінці озера на південній стороні є велика кількість тварин, включаючи дикі гуанако, які пасуться.